# نظام التصنيف الصناعي في أمريكا الشمالية
تستخدم الأعمال التجارية والحكومية نظام التصنيف الصناعي في أمريكا الشمالية (NAICS) لتصنيف المؤسسات التجارية وفقًا لنوع النشاط الاقتصادي لها (عملية الإنتاج)، وذلك في كندا والمكسيك والولايات المتحدة. وقد حل هذا التصنيف محل نظام التصنيف الصناعي القياسي (SIC) بصورةٍ كبيرة؛ ومع ذلك، لا تزال بعض الإدارات والوكالات الحكومية، مثل هيئة الأوراق المالية الأمريكية والتداول (SEC) تستخدم رموز التصنيف الصناعي القياسي.
جديرٌ بالذكر أن أي مؤسسة تجارية ما هي إلا موقع فعلي واحد، على الرغم من أن العمليات المستقلة إداريًا في موقع واحد قد يتم التعامل معها باعتبارها مؤسساتٍ مستقلة في حد ذاتها. ويتم تصنيف كل مؤسسة إلى مجالٍ صناعيٍ واحد وفقًا للنشاط التجاري الأساسي الذي تمارسه. وللعلم، فإن رموز نظام التصنيف الصناعي في أمريكا الشمالية لا تقدم أي توجيهات بشأن تصنيف الشركات التي تتكون من عدة مؤسسات.

## الرموز
يستخدم نظام ترقيم التصنيف الصناعي في أمريكا الشمالية رمزًا مكونًا من ستة أرقام على مستوى المجال الصناعي الأكثر تفصيلاً. وتكون الأرقام الخمس الأولى متشابهة بشكلٍ عام (ولكنها ليست قاعدة صارمة) في الدول الثلاثة كلها. أما الرقم الأخير فيشير إلى الصناعات القومية. يمثل أول رقمين القطاع التجاري الأكبر، أما الرقم الثالث فيشير إلى القطاع الفرعي، والرابع يشير إلى المجموعة الصناعية، بينما يمثل الرقم الخامس صناعات نظام التصنيف الصناعي في أمريكا الشمالية، أما الرقم السادس فيشير إلى الصناعات الوطنية.
| رقم القطاع                              | الوصف                                                  |
| --------------------------------------- | ------------------------------------------------------ |
| 11                                      | الزراعة والحراجة وصيد السمك والصيد                     |
| 21                                      | التعدين، والمحاجر، واستخراج النفط، والغاز              |
| نظام التصنيف الصناعي بأمريكا الشمالية22 | المرافق العامة                                         |
| 23                                      | الإنشاءات                                              |
| 31-33                                   | التصنيع                                                |
| 42                                      | تجارة الجملة                                           |
| 44                                      | تجارة التجزئة                                          |
| 48-49                                   | النقل والتخزين                                         |
| 51                                      | المعلومات                                              |
| 52                                      | الأمور المالية والتأمين                                |
| 53                                      | العقارات، والتأجير، والتأجير التمويلي                  |
| 54                                      | الخدمات المهنية، والعلمية، والفنية                     |
| 55                                      | إدارة الشركات والمؤسسات التجارية                       |
| 56                                      | الخدمات الإدارية والدعم وإدارة المخلفات وخدمات الإصلاح |
| 61                                      | الخدمات التعليمية                                      |
| 62                                      | الرعاية الصحية والمساعدة الاجتماعية                    |
| 71                                      | الفنون ووسائل الترفيه والاستجمام                       |
| 72                                      | خدمات الإسكان والتغذية                                 |
| 81                                      | خدمات أخرى (ما عدا الإدارة العامة)                     |
| 92                                      | الإدارة العامة                                         |

## معلومات تاريخية
يمثل نظام التصنيف الصناعي في أمريكا الشمالية جهدًا تعاونيًا يشترك فيه المعهد الوطني للإحصاء والجغرافيا (INEGI) بالمكسيك، وهيئة الإحصاءات بكندا، بالإضافة إلى مكتب الإدارة والموازنة بالولايات المتحدة (OMB)، وذلك من خلال لجنة سياسة التصنيف الاقتصادي (ECPC) التابعة للمكتب، والتي يعمل بها موظفون من مكتب التحليل الاقتصادي (BEA)، ومكتب الإحصاءات العمالية (BLS)، إلى جانب مكتب تعداد الولايات المتحدة. وقد تم تصميم النظام ليكون متوافقًا بشكلٍ كبير مع نظام التصنيف الصناعي الدولي القياسي (ISIC) التابع للمكتب الإحصائي للأمم المتحدة. ويتم نشر إصدارات نظام التصنيف الصناعي في أمريكا الشمالية كل خمس سنوات.
مع الإصدار الأول لنظام التصنيف الصناعي الوطني في أمريكا الشمالية عام 1997، قدم النظام تغطية شاملة لقطاع الخدمات، وذلك فيما يتعلق بالتصنيف الصناعي القياسي. وقد استوعبت المراجعة التي تمت عام 2002 التغييرات الهامة التي طرأت على قطاع المعلومات. أما مراجعة عام 2012 فقد خفضت عدد الصناعات بشكلٍ طفيف وعدلت ستة قطاعات أخرى.

## كتابات أخرى
- North American Industry Classification System (NAICS): Executive Office of the President Office of Management and Budget; EMC Publishing, LLC#Workforce development; (January 1999); ISBN 1-56370-537-0
- Harris' Complete Guide to NAICS by Scott M. Vogel; Harris Infosource; (September 19, 2001); ISBN 1-55600-922-4
- NAICS Desk Reference, Jist Works, U. S. Census Bureau; EMC Publishing, LLC#Workforce development; (July 2000); ISBN 1-56370-694-6

## وصلات خارجية
- NAICS Definitions at US Census Bureau
- National Technical Information Service

### Analogues in other countries
- Russian Economic Activities Classification System (OKVED) (بالروسية)
- Standard Industrial Classification (South Africa)